# Bresaola
La bresaola è un salume crudo e non affumicato originario dell'Italia settentrionale.
Si compone delle pregiate masse muscolari salate ed essiccate del manzo.
Si tratta di un alimento tipico della Valtellina, della Valchiavenna e, più recentemente, della Val d'Ossola.
In particolare la bresaola della Valtellina prodotta in Valtellina è riconosciuta come prodotto IGP; altre varianti, a seconda della geografia, prevedono bresaola di bufalo, cavallo, cervo, zebù, tacchino o maiale.

## Descrizione
La bresaola appare di norma come cilindro o parallelepipedo, più o meno regolare, avvolto dal budello di colore grigiastro, con o senza legatura. Al taglio è di colore rossastro, più o meno scuro o acceso a seconda delle carni impiegate, compatta, con scarse venature dovute ai depositi di grasso e al tessuto connettivo.
Si consuma affettata.

### Bresaola della Valtellina
La bresaola della Valtellina è prodotta da carne bovina di razze europee come la charolaise e la limousine, o del Sud America, o con lo zebù.
Il taglio più usato è la punta d'anca, ma vengono utilizzati anche la sottofesa e il magatello.
Con gli scarti di produzione, ovvero le carni più vicine all'osso, viene prodotta la slinzega.

### Brisaula della Val d'Ossola
Nella Val d'Ossola, in Piemonte, è prodotta la brisaula di manzo. Per la produzione vengono utilizzati la punta dell'anca e il magatello del bovino. La carne è conciata con spezie e aromi naturali: cannella, chiodi di garofano, aglio, rosmarino, alloro, facoltativamente ginepro. La pezzatura è variabile in dipendenza dei tagli di carne lavorati. Si presenta compatta, consistente e di colore rosso intenso, con scarsissima infiltrazione di grasso.

## Varianti

### Bresaola di cavallo
In provincia di Asti e in Veneto (in particolare in provincia di Padova) è tipica una bresaola di cavallo. Viene utilizzata la carne della coscia del cavallo, priva di nervi e grasso. La procedura prevede la salmistrazione, la speziatura e l'asciugatura in locali riscaldati, infine la stagionatura.

### Bresaola di cervo
In provincia di Novara viene prodotta una bresaola utilizzando i tagli più pregiati della coscia e della spalla del cervo. La carne viene lasciata macerare in una salamoia a base di vino rosso. Una volta insaccata, l'asciugatura  e la stagionatura concludono la produzione della bresaola di cervo.

### Bresaola affumicata
È una variante della bresaola di manzo prodotta in Valchiavenna, in provincia di Sondrio, e chiamata localmente brisaola. Dopo l'insaccatura in budello naturale e la stagionatura, avviene l'affumicatura con legno di pino.

### Mocetta
Esiste anche la Mocetta della Val d'Ossola particolarmente aromatizzata con erbe alpine che può essere tagliata fine con affettatrice o anche con il coltello. Il taglio anatomico utilizzato è quello del magatello e la sua speziatura rende il prodotto un unicum pregiato per un tagliere di salumi piemontesi.